# 迪士尼樂園單軌電車系統
迪士尼樂園單軌電車系統是美國加州安那翰迪士尼樂園度假區內的一項遊樂設施和運輸系統。此系統是西半球和美國境內第一條每日運行的單軌電車系統。

## 歷史
華特·迪士尼最初認為單軌電車將會是未來的大眾運輸方式。然而，單軌電車誕生的時機正好是美國（特別是洛杉磯地區）汽車熱潮增溫的時候，使得單軌電車在美國幾乎只與迪士尼主題樂園劃上等號。
迪士尼樂園單軌電車系統（Disneyland Monorail System）在1959年6月14日開始營運，在當時是作為迪士尼樂園內明日世界中的一項觀景設施。其使用了紅色和藍色的「Mark I」列車，每一列共有三節車廂。當明日世界車站為了容納四節車廂的「Mark II」和新的黃色列車而擴建後，迪士尼樂園單軌電車系統成為了真正的運輸系統，系統的軌道向樂園外延伸了2.5英里，並架設了第二個車站——迪士尼樂園飯店站。1968年，綠色的「Mark III」列車正式投入營運，由於新的列車每列共有五節車廂，因此兩座車站月台也再度延長。

## 運轉
迪士尼樂園單軌電車共有兩個車站：一座位於明日世界，另一座位於迪士尼市中心特區。最初的單軌電車是單向的巡迴路線，中間沒有停靠車站。在1961年，軌道延伸通往迪士尼樂園飯店，使其成為真正的大眾運輸系統。原始的飯店車站在1999年拆除，在原地重新興建了改名為「迪士尼市中心特區站」的全新車站。所有的乘客都必須在明日世界站下車，而在交通尖峰時間，單軌電車僅提供單向運輸服務，所有的乘客也必須在迪士尼市中心特區站下車，若要回到明日世界則必須下車後重新乘車。遊客必須持有迪士尼樂園的門票才可搭乘單軌電車電車。

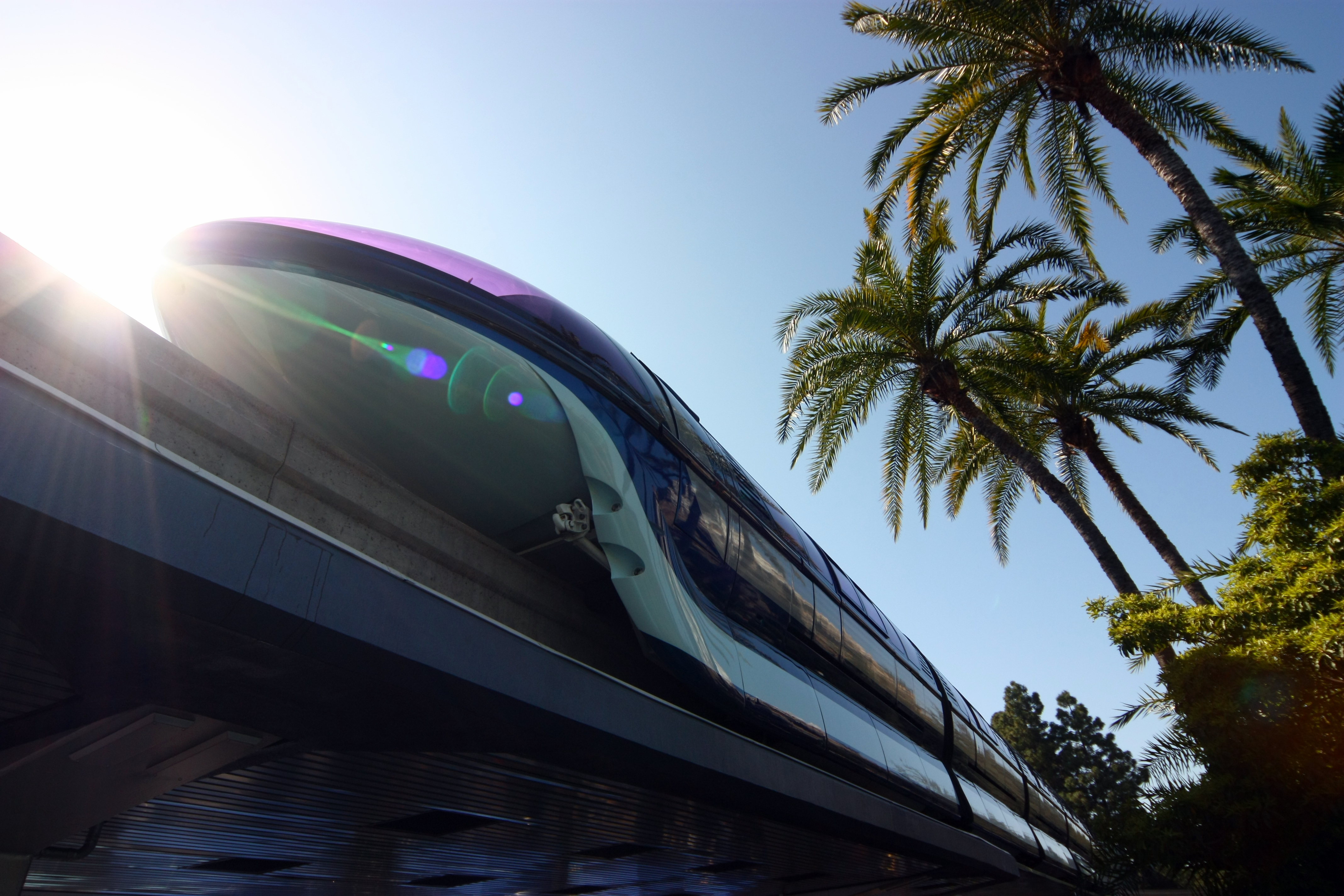
「Mark VII」單軌列車正靠近明日世界車站
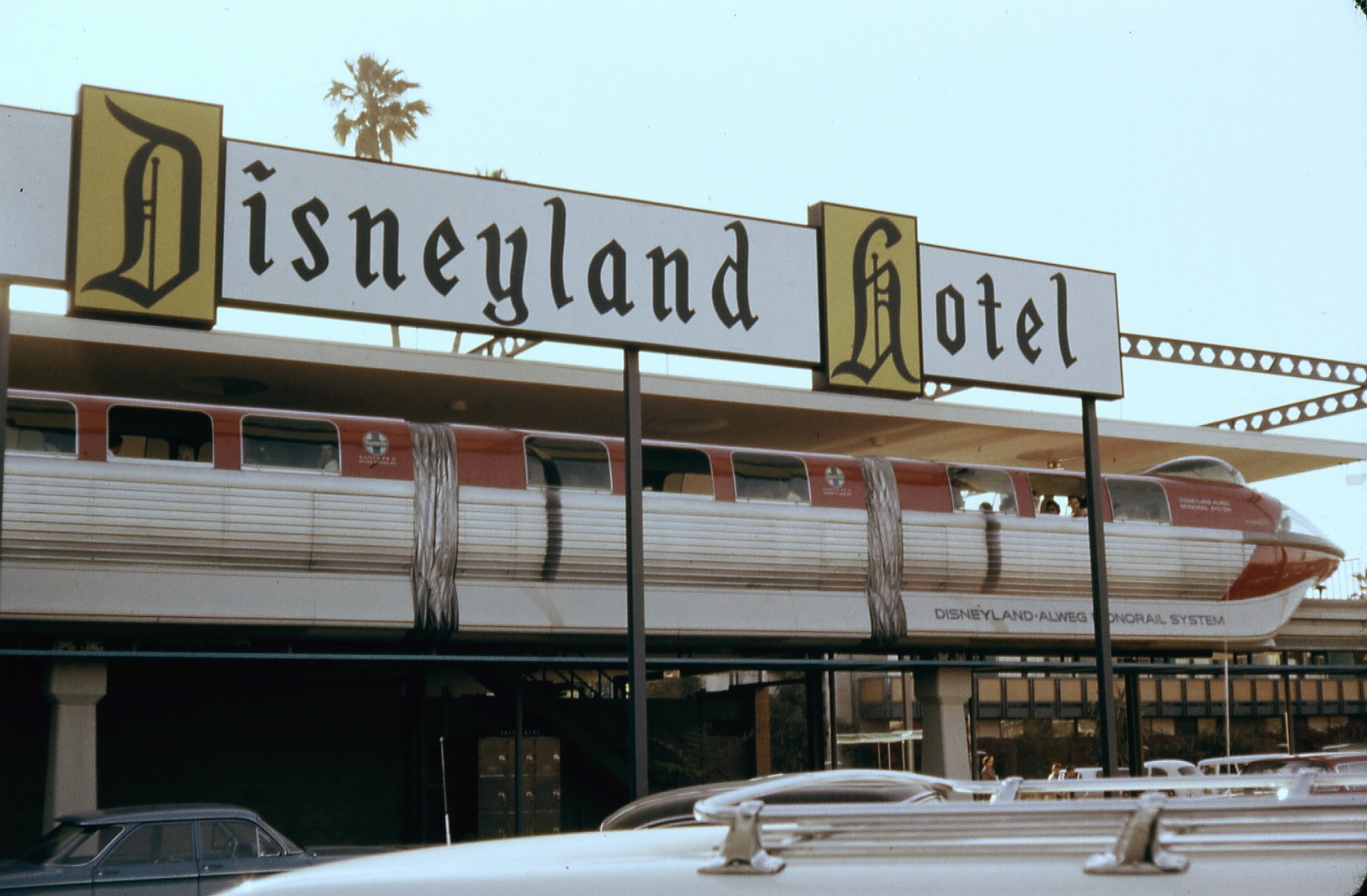
最初的「Mark I ALWEG」紅色單軌列車和一節外掛車廂
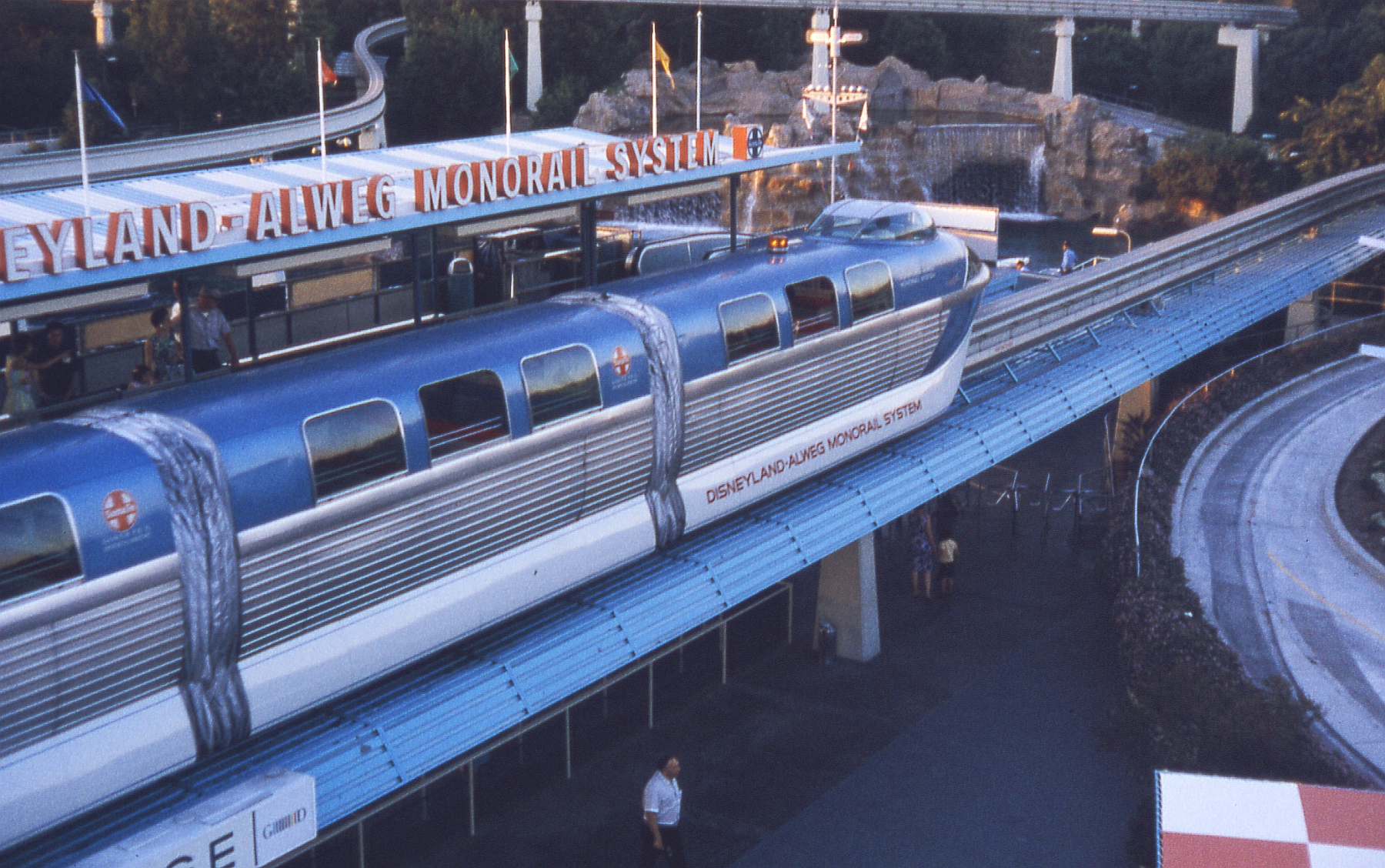
藍色的「Mark II ALWEG」單軌列車，於1963年攝於迪士尼樂園站

## 維護
迪士尼的單軌電車維護設施稱為「Monorail Shop」，座落於迪士尼樂園內小小世界遊樂設施的後方。設施內的二樓提供了4列列車的停靠空間（一樓則是5台環繞樂園行駛的蒸氣鐵路機車）。所有單軌列車都會在每天晚間進場維護。

## 設施資訊
- 正式營運：1959年6月14日
- 設計：WED企業

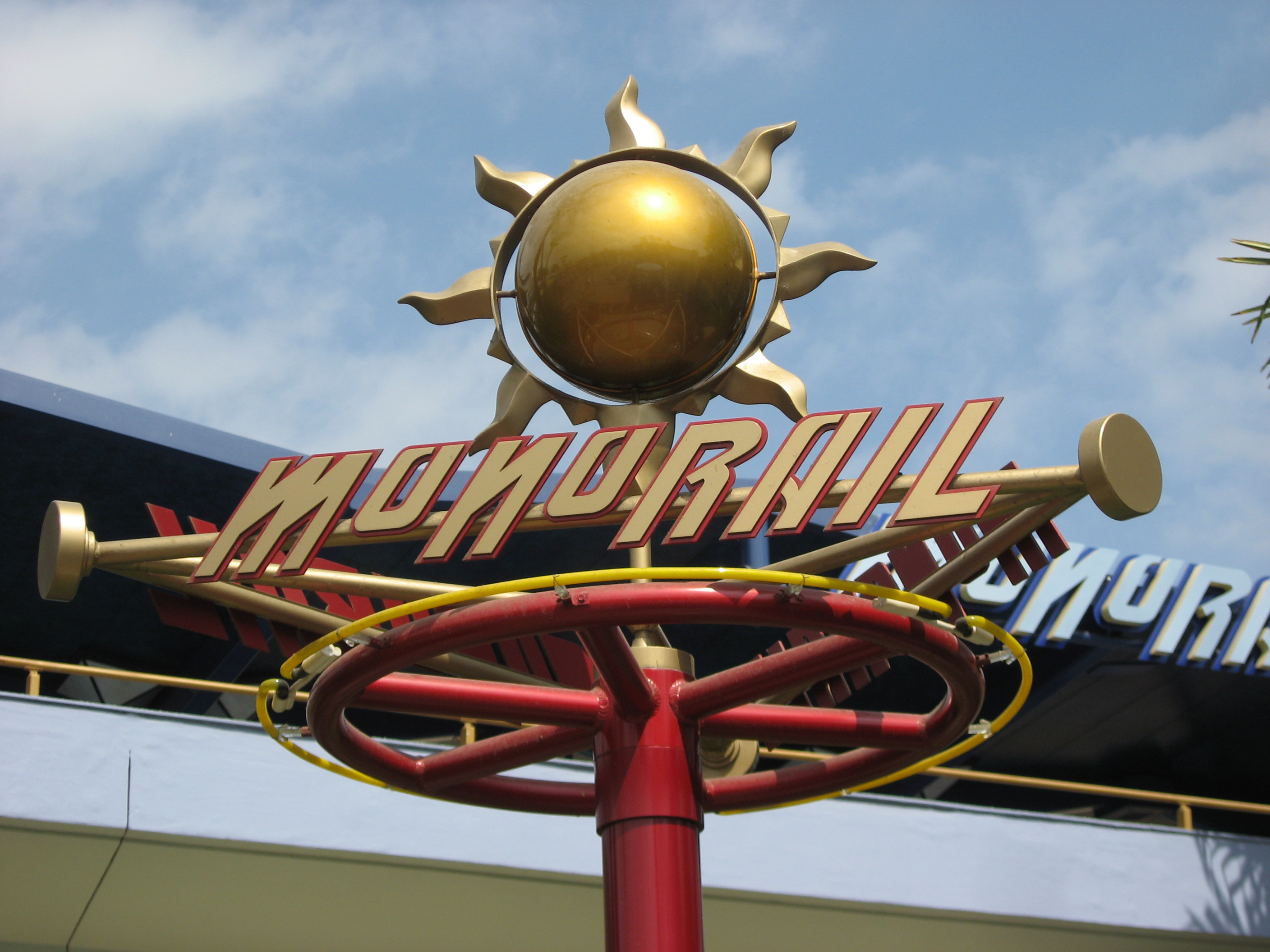
明日世界中的單軌電車指示牌

- 列車：3列（Mark VII Red、Mark VII Blue、Mark VII Orange）
- 軌道上最大車輛數：3列
- 軌道長度： 2.5英里（4）
- 搭乘總時間：10分30秒
- 所需門票類型：「E」（迪士尼樂園早期採用的票券系統，現在已取消）
- 1959年時的建設費用為每英里約超過100萬美元（約等於每公里620,000美元）

## 迪士尼樂園單軌電車列車

### ALWEG製造
- Mark I：1959年－1961年
  - 每列車廂數：3
  - 顏色：紅、藍
- Mark II：1961年－1969年（在軌道延伸至迪士尼樂園飯店時加入）
  - 每列車廂數：4
  - 顏色：紅、藍、黃
  - 第一節車廂上方有著較大的圓頂

### WED企業、華特迪士尼幻想工程製造
- Mark III：1969年－1987年
  - 每列車廂數：5
  - 顏色：紅、藍、黃、綠
  - 長度：137英尺（41.76）

- Mark V：1987年－2008年
  - 每列車廂數：5
  - 由華特迪士尼幻想工程設計
  - 車體由德國梅塞史密特（Messerschmitt-Bölkow-Blohm）公司製造
  - 每節車廂可搭載24名乘客，最尾端的車廂可再外加7名乘客，第一節車廂可再外加5名乘客和1名司機
  - 每列車可搭載人數：132人
  - 顏色：紅、藍、橘、紫
  - 列車設計參考了華特迪士尼世界度假區的「Mark IV」單軌列車

### Dynamic Structures製造
- Mark VII：2008年－至今

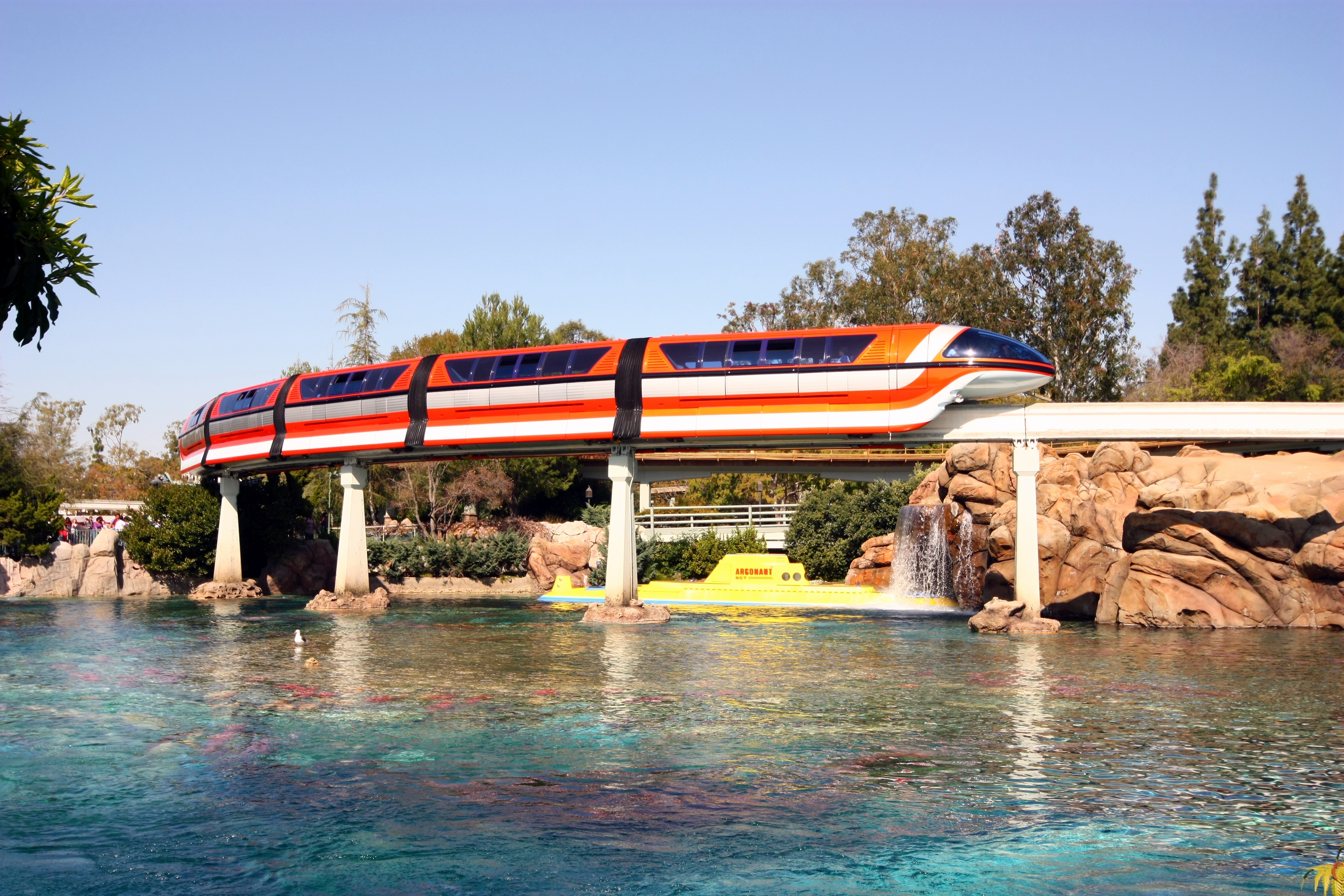
橘色的「Mark VII」單軌列車，穿越迪士尼樂園明日世界。

  - 簡潔、復古的外觀設計，將「Mark III」風格的車頭與既有的「Mark V」車體結合
  - 新的島式座位設計，每節車廂前後各另有一排面向車內的座位
  - 主列車車廂可搭載22名乘客
  - 最尾端的車廂可再外加7名乘客，第一節車廂可再外加5名乘客和1名司機
  - 由華特迪士尼幻想工程和TPI Composites自行研發設計
  - 顏色：紅、藍、橘
  - 第一列「Mark VII」紅色單軌電車在2007年12月20日送抵達士尼樂園[2]。並在2008年7月3日投入營運[3]。
  - 第二列「Mark VII」藍色列車在2008年4月10日送抵迪士尼樂園，並在2008年9月16日投入營運。
  - 第三列「Mark VII」橘色列車在2008年8月14日送抵迪士尼樂園，並在2009年4月7日投入營運。

## 資料來源
1. ↑  . The Monirail Society.   [2014-08-10]. （原始内容存档于2016-07-29） （英语）.
2. ↑  Tully, Sarah. . The Orange County Register. 2007-12-20  [2007-12-20]. （原始内容存档于2007-12-24） （英语）.
3. ↑  MacDonald, Brady. . The Los Angeles Times. 2008-07-03  [2008-07-03]. （原始内容存档于2008-10-02） （英语）.

## 外部連結
- The Disneyland Monorail - 關於單軌電車運作方式的文章
- The Monorail Society （页面存档备份，存于） - 迪士尼樂園單軌電車的資訊
- The Monorail Society Mark VII Photo Essay （页面存档备份，存于） - 「Mark VII」列車的照片
- WDW and Disneyland Monorail pictures （页面存档备份，存于） - 華特迪士尼世界度假區與迪士尼樂園度假區單軌電車的照片
- "Disney Pix" - Monorail History （页面存档备份，存于） - 迪士尼單軌電車列車設計歷史
- Video footage of the Disneyland Monorail （页面存档备份，存于） - 第一人稱的單軌電車影片

33°48′46″N 117°55′00″W / 33.8128°N 117.9167°W